# Pica-pau-de-faixa-branca
Pica-pau-de-faixa-branca ou pica-pau-chaquenho (Dryocopus schulzii) é uma espécie de pica-pau.  Ocorre na Argentina, na Bolívia e no Paraguai..